# 山代線
山代線（日语：／）是一條連接石川縣河南站至新動橋站之間的鐵路線。當初為一條馬車鐵路，主要由當地的溫泉旅館經營者營運，後來經過轉讓由溫泉電軌營運，再後來經過合併後由北陸鐵道營運。當初，河南站至宇和野站之間的路段原本是連絡線的一部分，宇和野站至新動橋站之間是動橋線。隨著連絡線宇和野以後的區間與粟津線全段廢除後。於1963年（昭和38年）7月19日改名為山代線。而山代線最後在1971年（昭和46年）全線廢除。
此線與山中線與片山津線等路線統稱加南線。

## 路線數據
- 路線距離（營業距離）：6.3公里[1]
- 軌距：1067毫米[1]
- 車站數目：7座[1]（包含起終點站）
- 雙線區間：沒有（全線單線）
- 電氣化區間：全線

## 歷史
- 1906年（明治39年）3月 由山代溫泉（日语：山代温泉）的旅館經營者出資成立山代軌道。
- 1911年（明治44年）3月5日 山代村（後來名為山代東口站）至動橋村（後來名為新動橋）之間開業[1]（軌距：914毫米）。
- 1913年（大正2年）12月1日 路線轉讓給溫泉電軌。
- 1914年（大正3年）
  - 10月1日 河南至山代東口之間開業[1]（動力：電力）。
  - 11月1日 山代東口至宇和野至粟津溫泉之間開業 [1]（動力：電力）。
- 1915年（大正4年）5月1日 宇和野至新動橋之間（舊山代軌道線）改軌距及電氣化。
- 1943年（昭和18年）10月13日 在戰時統合下，由北陸鐵道經營[1]。
- 1963年（昭和38年）7月19日 宇和野至新動橋之間與河南至宇和野之間合併並改稱為山代線。
- 1971年（昭和46年）7月11日 全線廢除[1]。

## 車站列表
車站名稱和所在地取自廢除一刻。所有車站都在石川縣。
圖例
列車交會 … ◇：可進行交會、｜：不可進行交會
| 中文站名 | 日文站名 | 英文站名              | 站間營業距離 | 累計營業距離 | 接續路線                                              | 列車交會 | 所在地         |
| -------- | -------- | --------------------- | ------------ | ------------ | ----------------------------------------------------- | -------- | -------------- |
| 河南     |          | Kawaminami            | -            | 0.0          | 北陸鐵道：山中線                                      | ◇        | 加賀市河南町   |
| 山代     |          | Yamashiro             | 1.3          | 1.3          |                                                       | ◇        | 加賀市山代溫泉 |
| 山代東口 |          | Yamashirohigashiguchi | 0.7          | 2.0          |                                                       | ◇        | 加賀市山代溫泉 |
| 宇和野   |          | Uwano                 | 1.0          | 3.0          |                                                       | ◇        | 加賀市上野町   |
| 庄學校前 |          | Sho-gakkomae          | 1.3          | 4.3          |                                                       | ｜       | 加賀市庄町     |
| 庄       |          | Sho                   | 0.7          | 5.0          |                                                       | ｜       | 加賀市庄町     |
| 新動橋   |          | Shin-iburihashi       | 1.3          | 6.3          | 國鐵：北陸本線（動橋站） 北陸鐵道：片山津線（動橋站） | ｜       | 加賀市動橋町   |

## 注腳
1. 1 2 3 4 5 6 7 8  今尾惠介. . 日本: 新潮社. 2008年10月18日: 27. ISBN 9784107900241.

## 相關項目
- 廢線